# Фридрих Вилхелм IV
Фридрих Вилхелм IV (на немски: Friedrich Wilhelm IV; * 15 октомври 1795, Берлин; † 2 януари 1861, Потсдам) от Дом Хоенцолерн, е от 1840 до 1861 г. крал на Прусия.

## Биография
Той е най-възрастният син на крал Фридрих Вилхелм III от Прусия, когото наследява на трона, и на Луиза фон Мекленбург-Щрелиц.
На 29 ноември 1823 г. той се жени за принцеса Елизабет Лудовика Баварска (1801 – 1873), дъщеря на баварския крал Максимилиан I Йозеф и втората му съпруга Каролина от Баден. Бракът е щастлив, но бездетен.
По време на революцията от 1848 г. той отказва да приеме кайзерската корона. По здравословни причини на 7 октомври 1858 г. след 18 години управление той предава регентството на по-малкия си брат Вилхелм I.
- Принц Фридрих Вилхелм
- Фридрих Вилхелм IV и съпругата му Елизабет Лудовика, 1847 г.
- Паметник на Фридрих Вилхелм IV в Берлин